# Dan Djirgaou
Dan Djirgaou (auch: Danjirgao, Dan Jirgaou) ist ein Dorf in der Stadtgemeinde Tessaoua in Niger.

## Geographie

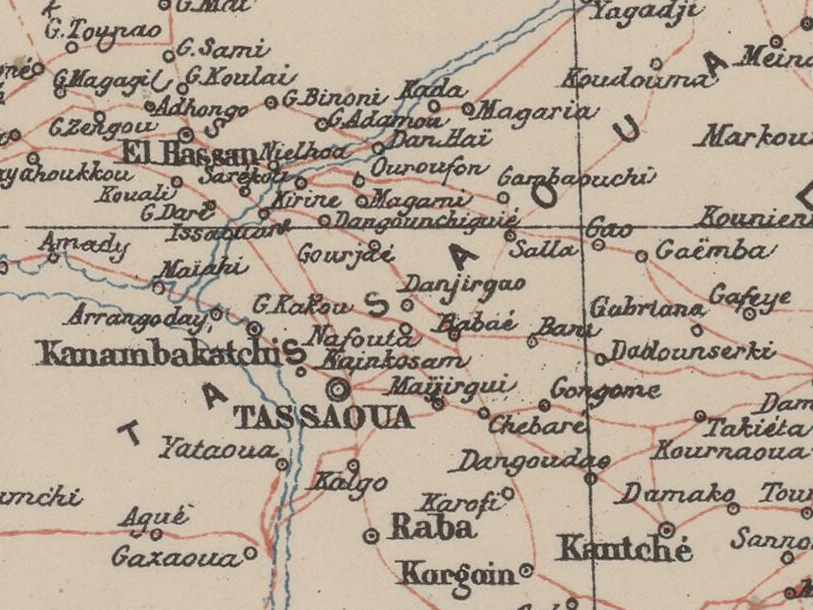
Ausschnitt einer Karte von 1903 mit Dan Djirgaou (Danjirgao) im Zentrum

Das von einem traditionellen Ortsvorsteher (chef traditionnel) geleitete Dorf befindet sich rund 17 Kilometer nordöstlich des urbanen Zentrums von Tessaoua, der Hauptstadt des gleichnamigen Departements Tessaoua in der Region Maradi. Zu den Siedlungen in der näheren Umgebung von Dan Djirgaou zählen Zaroumèye und Gouradjé im Nordwesten sowie Maïguizaoua im Norden.
Es herrscht das Klima der Sahelzone vor, mit einer durchschnittlichen jährlichen Niederschlagsmenge zwischen 300 und 400 mm.

## Bevölkerung
Bei der Volkszählung 2012 hatte Dan Djirgaou 806 Einwohner, die in 100 Haushalten lebten. Bei der Volkszählung 2001 betrug die Einwohnerzahl 507 in 65 Haushalten und bei der Volkszählung 1988 belief sich die Einwohnerzahl auf 646 in 130 Haushalten.
Die Bevölkerungsdichte in diesem Gebiet ist für nigrische Verhältnisse hoch.

## Wirtschaft und Infrastruktur
Das Gebiet der Ebenen im südlichen Teil der Region Maradi, in dem Dan Djirgaou liegt, ist von einer anhaltenden Degradation der ackerbaulichen Flächen gekennzeichnet, die mit der hohen Bevölkerungsdichte in Zusammenhang steht. Es gibt eine Schule im Dorf. Durch Dan Djirgaou führt die 151,3 Kilometer lange Nationalstraße 45 zwischen dem Stadtzentrum von Tessaoua und Guézawa.